# Charlotte Debroux
Charlotte Debroux (27 september 1983) is een gewezen Belgische atlete, gespecialiseerd in de 800 m. Op haar specialiteit veroverde zij in totaal zeven nationale titels, waarvan vier outdoor en drie indoor.

## Loopbaan
In 2007 behaalde Debroux haar eerste medailles op Belgische kampioenschappen. Het jaar nadien behaalde ze zowel indoor als outdoor haar eerste Belgische titels. Dat jaar maakte ze ook haar debuut in de Belgische nationale ploeg, die deelnam aan de Europacup voor landenteams in het Portugese Leiria. Op de 800 m kwam zij hier tot een vijfde plaats in 2.05,86, een verbetering van haar persoonlijk record. Vervolgens maakte zij, hoewel van origine geen 400 meterloopster, ook deel uit van de 4 x 400 m estafetteploeg, verder bestaande uit Olivia Borlée, Hanna Mariën en Kristine Strackx. Het Belgische kwartet werd hier zesde in 3.38,89, de op-één-na snelste tijd ooit door een Belgisch vrouwenteam gelopen. Tussen 2008 en 2011 miste ze slechts één nationale titel op de 800 m. Indoor werd ze in 2009 geklopt door clubgenote Sigrid Vanden Bempt. In 2011 verbeterde ze tijdens de Meeting voor Mon haar persoonlijk record tot 2.03,67.
Charlotte Debroux is aangesloten bij Daring Club Leuven Atletiek.

## Belgische kampioenschappen
Outdoor
| Onderdeel | Jaar                   |
| --------- | ---------------------- |
| 800 m     | 2008, 2009, 2010, 2011 |

Indoor
| Onderdeel | Jaar             |
| --------- | ---------------- |
| 800 m     | 2008, 2010, 2011 |

## Persoonlijke records
Outdoor
| Onderdeel | Prestatie | Datum            | Plaats    |
| --------- | --------- | ---------------- | --------- |
| 800 m     | 2.03,67   | 13 augustus 2011 | Kessel-Lo |

Indoor
| Onderdeel | Prestatie | Datum            | Plaats |
| --------- | --------- | ---------------- | ------ |
| 800 m     | 2.05,88   | 13 februari 2011 | Gent   |

## Palmares

### 800 m
- 2007:  BK AC indoor - 2.13,88
- 2007:  BK AC – 2.10,12
- 2008:  BK AC indoor - 2.09,84
- 2008:  BK AC – 2.11,48
- 2008: 5e Europacup landenteams te Leiria - 2.05,86
- 2009:  BK AC indoor - 2.06,25
- 2009:  BK AC – 2.06,78
- 2010:  BK AC indoor - 2.08,94
- 2010:  BK AC – 2.12,20
- 2011:  BK AC indoor - 2.09,57
- 2011:  BK AC – 2.10,63
- 2012:  BK AC – 2.10,63

### 4 x 400 m
- 2008: 6e Europacup voor landenteams te Leiria - 3.38,89